# لوئیز کارور
لوئیز کارور (انگلیسی: Louise Carver؛ ۹ ژوئن ۱۸۶۹ – ۱۸ ژوئن ۱۹۵۶) هنرپیشه اهل ایالات متحده آمریکا بود.

## بخشی از فیلم‌شناسی
- مکبث (۱۹۰۸)
- رومئو و ژولیت (۱۹۰۸)
- کلاهبرداران دادگاه (۱۹۱۵)
- جایی در ترکیه (۱۹۱۸)